# Девід Балтімор
Де́від Ба́лтімор (англ. David Baltimore; нар. 7 березня, 1938) — видатний американський біолог, один з лауреатів Нобелівської премії з медицини та фізіології за 1975 рік. Зараз обіймає посаду професора біології у Каліфорнійському технологічному інституті (Калтех), президентом якого він був з 1997 до 2006. Він також був президентом Американської асоціації сприяння розвитку науки.
На честь науковця названо астероїд 73079 Девідбалтімор.

## Нагороди
- 2021: Премія Ласкера